# Vasco Errani
Vasco Errani (ur. 17 maja 1955 w Massa Lombarda) – włoski polityk i samorządowiec, od 1999 do 2014 prezydent Emilii-Romanii, senator.

## Życiorys
Został aktywnym działaczem partyjnym, należąc kolejno do Włoskiej Partii Komunistycznej, Demokratycznej Partii Lewicy i Demokratów Lewicy, z którymi w 2007 przystąpił do nowo powołanej Partii Demokratycznej. Od 1983 do 1995 zasiadał w radzie miejskiej Rawenny, w latach 1992–1993 wchodził w skład miejskiej egzekutywy jako asesor ds. działalności gospodarczej. Od 1993 pracował jako urzędnik w administracji regionu, w 1995 został wybrany w skład rady regionalnej Emilii-Romanii. Był m.in. asesorem ds. turystyki w regionalnym rządzie (od 1997).
W 1999 objął urząd prezydenta regionu Emilia-Romania. Reelekcję uzyskiwał w wyborach bezpośrednich jako kandydat lewicy – w 2000 z poparciem 56,5%, w 2005 z poparciem 62,7% i w 2010 z poparciem 52,1%. W 2000 został wiceprzewodniczącym, a w 2005 i w 2010 był powoływany na przewodniczącego konferencji przewodniczących regionów. W 2012 po trzęsieniach ziemi w regionie uzyskał uprawnienia specjalnego komisarza ds. odbudowy. W 2014 został skazany za przestępstwo defraudacji, w konsekwencji zrezygnował ze stanowiska prezydenta regionu. W 2016 w wyniku postępowania odwoławczego został prawomocnie uniewinniony w tej sprawie.
W 2017 dołączył do ruchu politycznego pod nazwą Artykuł 1 – Ruch Demokratyczny i Postępowy, który powstał w wyniku rozłamu w PD. W 2018 został wybrany w skład Senatu XVIII kadencji z ramienia lewicowej koalicji Wolni i Równi.